# Ciucurova
Ciucurova község Tulcea megyében, Dobrudzsában, Romániában. A hozzá tartozó települések: Atmagea és Fântâna Mare.

## Fekvése
A település az ország délkeleti részén található, a megyeszékhelytől, Tulcsától negyvennégy kilométerre délnyugatra.

## Története
Régi török neve Çukurova. A települést a 19. század elején muzulmánok alapították. 1867-ben német családok telepedtek le, akiket 1940-ben áttelepítettek Németországba, a náci „Heim in Reich” (magyarul: Vissza a Birodalomba) mozgalom keretein belül.

## Lakossága
A nemzetiségi megoszlás a következő:
| 2002      | 2002 | 2002   |
| --------- | ---- | ------ |
| Románok   | 2172 | 93,17% |
| Törökök   | 82   | 3,51%  |
| Romák     | 73   | 3,13%  |
| Lipovánok | 3    | 0,12%  |
| Egyéb     | 1    | 0,04%  |
| Összesen  | 2331 | 100,0% |

## Látnivalók
- Cerbu kolostor